# Канер, Эмануил Айзикович
Эмануи́л А́йзикович Ка́нер (19 ноября 1931, Харьков — 25 июля 1986, там же) — советский физик-теоретик. Член-корреспондент АН УССР (1982), доктор физико-математических наук (1963), профессор (1971).

## Биография
Эмануил (Моня) Айзикович Канер родился в Харькове в семье служащего центрального почтамта железной дороги Айзика Менделевича Канера и бухгалтера Розалии Моисеевны Пасс. Во время войны, в 1941—1944 годах, жил с матерью в Благовещенске (отец был мобилизован, служил начальником спецотдела военно-почтового сортировочного пункта № 6 войск связи, старший лейтенант административной службы). В 1954 году окончил физико-математический факультет Харьковского университета по двум специальностям («экспериментальная физика», «теоретическая физика»). В 1956 году защитил кандидатскую диссертацию на тему «Теория циклотронного резонанса в металлах», а в 1963 году — докторскую диссертацию на тему «Бозевские возбуждения и резонансные явления в металлах». 
Работал в Институте радиофизики и электроники АН УССР (ИРЭ АН УССР) с момента его основания в 1955 году, с 1965 года возглавлял организованный им отдел теории твёрдого тела. Преподавал на кафедре теоретической физики Харьковского университета (с 1966 года). Являлся редактором журнала «Solid State Communications».
Возглавлял научные работы ряда известных физиков России, Украины, США (А. Виленкина, Роберта И. Шехтера и других), под его руководством было защищено свыше 20 кандидатских диссертаций.

## Научная деятельность
Работы Канера посвящены физике твердого тела, электродинамике металлов, радиофизике, магнитной акустике. Первые работы касались интерференции света в тонких металлических плёнках и теории аномального скин-эффекта. В 1956 году совместно с М. Я. Азбелем открыл циклотронный резонанс в металлах («циклотронный резонанс Азбеля-Канера», зарегистрировано в Государственном реестре открытий СССР в 1966 году), развил его общую кинетическую теорию, предсказал явление отсечки циклотронных резонансов.
Ряд работ посвящён теории распространения электромагнитных волн в металлах. Совместно с В. Г. Скобовым предсказал несколько типов радиоволн, способных проникать в металл, обнаружил магнитное затухание Ландау — новый механизм бесстолновительного затухания волн в металлах. Эти достижения положили начало радиоспектроскопии металлов. Совместно с В. Ф. Гантмахером открыл и изучил баллистический (одночастичный) механизм проникновения радиоволн в металлы, приводящего к возникновению так называемых мод Гантмахера — Канера (зарегистрировано в Государственном реестре открытий СССР в 1970 году). Рассмотрел вопросы неустойчивости волн в плазме, предсказал новые типы неустойчивости (геликоидальную и циклотронную параметрическую).
В области магнитоакустических свойств металлов получили признание работы по акустическому циклотронному резонансу, резонансу на открытых орбитах, геликон-фононному резонансу, ряду явлений при электрон-фононных взаимодействиях в металлах. В 1980 году работы в этом направлении были удостоены Государственной премии УССР.
Высказал ряд идей в связи с процессами распространения радиоволн в атмосфере, важных с практической точки зрения. Независимо от А. Шавлова предложил метод лазерного разделения изотопов.

## Семья
- Жена — доктор физико-математических наук Ирина Яковлевна Фуголь[укр.] (род. 1932), до 1999 руководитель отдела Физико-технического института низких температур АН УССР [4], лауреат Государственной премии УССР (1977), Заслуженный деятель науки и техники Украины.
  - Дочь — Наталия Хензель, кандидат физико-математических наук.

## Награды
- Государственная премия УССР (1980)

## Избранные публикации

### Книги
- E. A. Kaner, V. G. Skobov. Electro-magnetic Waves in Metals in a Magnetic Field. — London : Taylor and Francis, 1968.
- E. A. Kaner, V. G. Skobov. Plasma effects in metals: Helikon and Alfven Waves. — London : Taylor and Francis, 1971.
- Канер Э. А. Избранные труды. — Киев: Наукова думка, 1989.

### Статьи
- Мень А. В., Брауде С. Я., Басс Ф. Г., Канер Э. А. Флуктуации электромагнитных волн в тропосфере при наличии поверхности раздела // УФН. — 1961. — Т. 73, вып. 1.
- Скобов В. Г., Канер Э. А. Электромагнитные волны в металлах в магнитном поле // УФН. — 1966. — Т. 89, вып. 7.
- Канер Э. А., Гантмахер В. Ф. Аномальное проникновение электромагнитного поля в металл и радиочастотные размерные эффекты // УФН. — 1968. — Т. 94, вып. 2.
- Яковенко В. М., Канер Э. А. Гидродинамические неустойчивости в твердотельной плазме // УФН. — 1975. — Т. 115, вып. 1.
- Kaner E. A., Tarasov Yu. V., Usatenko O. V., Absorption of Rayleigh sound in metals with several groups of carriers, 19th conference on acoustic electronics and quantum acoustics, Moscow, 1976, 2 ps.
- Kaner E. A., Tarasov Yu. V., Usatenko O. V., Rayleigh sound absorption in metals with several groups of carriers, 19th conference on physics of low temperatures, Minsk, 1976, 2 ps.
- Kaner E. A., Tarasov Yu. V., Usatenko O. V., Interaction of helicons and drift electromagnetic waves in semimetals, 11-th conference on theory of semiconductors, Uzhgorod, 1983, pp. 234—235.